# جورج مراد
جورج مراد (بالسويدية: George Mourad)‏ (مواليد 18 سبتمبر 1982 في بيروت - لبنان) لاعب كرة قدم سويدي من أصل سوري. ولد مراد في لبنان لأبوين سوريين ينتمون للعرقية السريانية. يتم مقارنة اللاعب بالنجم السويدي زلاتان إبراهيموفيتش حسب اللعب والمظهر.

## مسيرته الدولية
بقرار مثير للجدل أعلن الاتحاد الدولي لكرة القدم يوم 19 أغسطس 2011 استبعاد المنتخب السوري بسبب إشراكه جورج مراد بتصفيات كأس العالم لكرة القدم 2014 لأن مراد شارك في مباراة ودية لصالح منتخب السويد ولم تستشر سوريا الفيفا عند إشراكها لجورج مراد. وقد قضى الفيفا بأن تخسر سوريا من طاجيكستان 3–0 بكلا المبارتين وتأهل الأخيرة للدور الثالث من التصفيات.

### أهدافه مع المنتخب الوطني الأول
أهداف سوريا تظهر أولا:
| الهدف | الموعد        | المكان                                   | الخصم     | النتيجة | الحصيلة | المسابقة               |
| ----- | ------------- | ---------------------------------------- | --------- | ------- | ------- | ---------------------- |
| 1.    | 23 يوليو 2011 | ستاد الملك عبد الله الثاني، عمان، الأردن | طاجيكستان | 2–1     | 2–1     | تصفيات كأس العالم 2014 |

## روابط خارجية
- جورج مراد على موقع الاتحاد الأوربي (الإنجليزية)
- جورج مراد على موقع اتحاد النرويج (النرويجية)
- جورج مراد على موقع قاعدة بيانات كرة القدم.إي يو (الإنجليزية)
- جورج مراد على موقع ناشيونال فوتبول تيمز (الإنجليزية)
- جورج مراد على موقع Soccerway.com (الإنجليزية)
- جورج مراد على موقع عالم كرة القدم.نت (الإنجليزية)